# 温羅

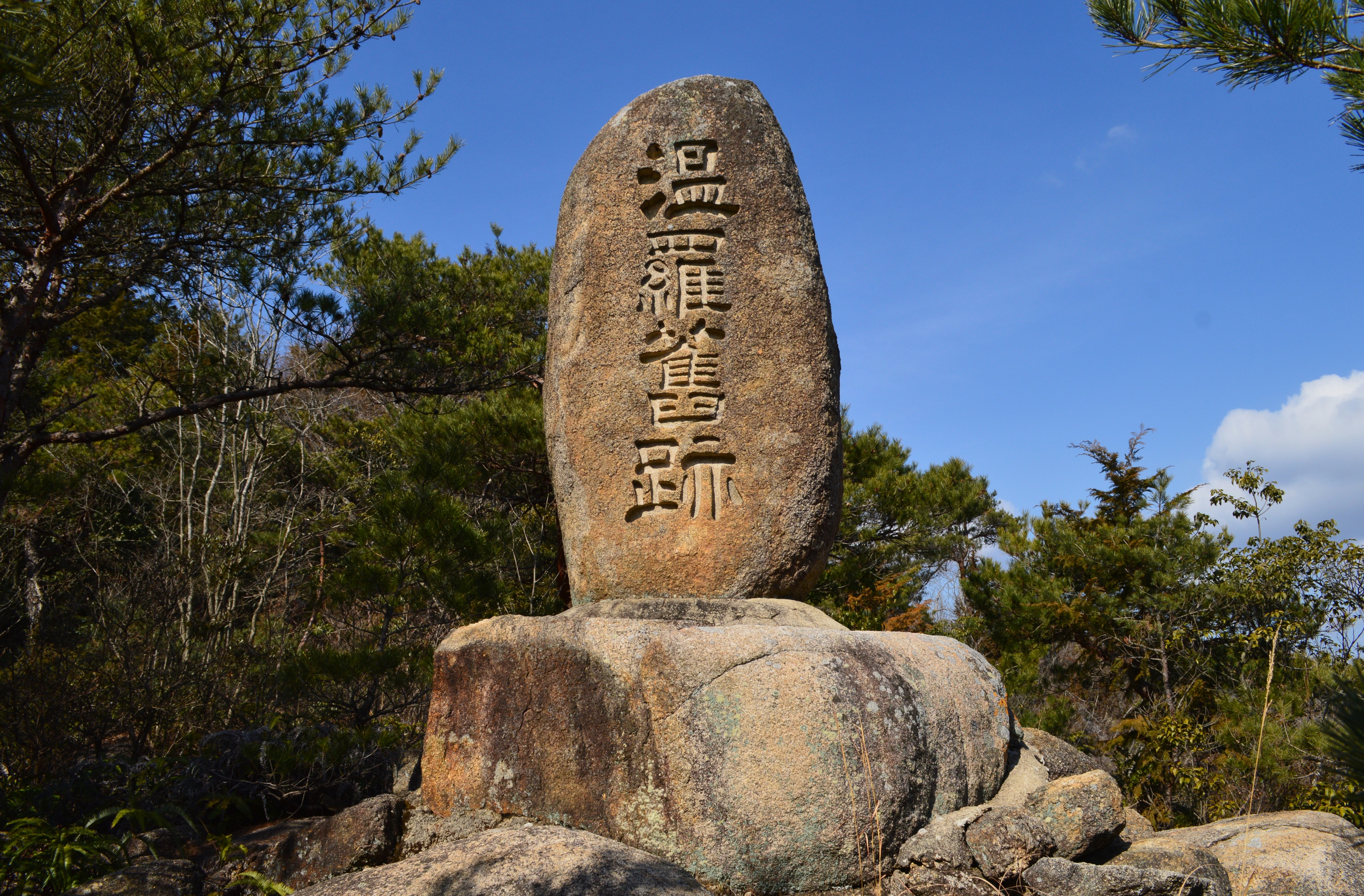
鬼ノ城にある温羅旧跡碑

温羅（うら/おんら）は、岡山県南部の吉備地方に伝わる古代の鬼。
本項では温羅の解説とともに、温羅と吉備津彦命に関する「温羅伝説」についても解説する。

## 概要
温羅とは伝承上の鬼・人物で、古代吉備地方の統治者であったとされる。「鬼神」「吉備冠者（きびのかじゃ）」という異称があり、伝承によると吉備には吉備津彦命（きびつひこのみこと）が派遣され退治されたという。
伝承は遅くとも室町時代末期には現在の形で成立したものと見られ、文書には数種類の縁起が伝えられている。また、この鬼退治伝説は桃太郎伝説の原型に当たるとの説もある。

## 内容

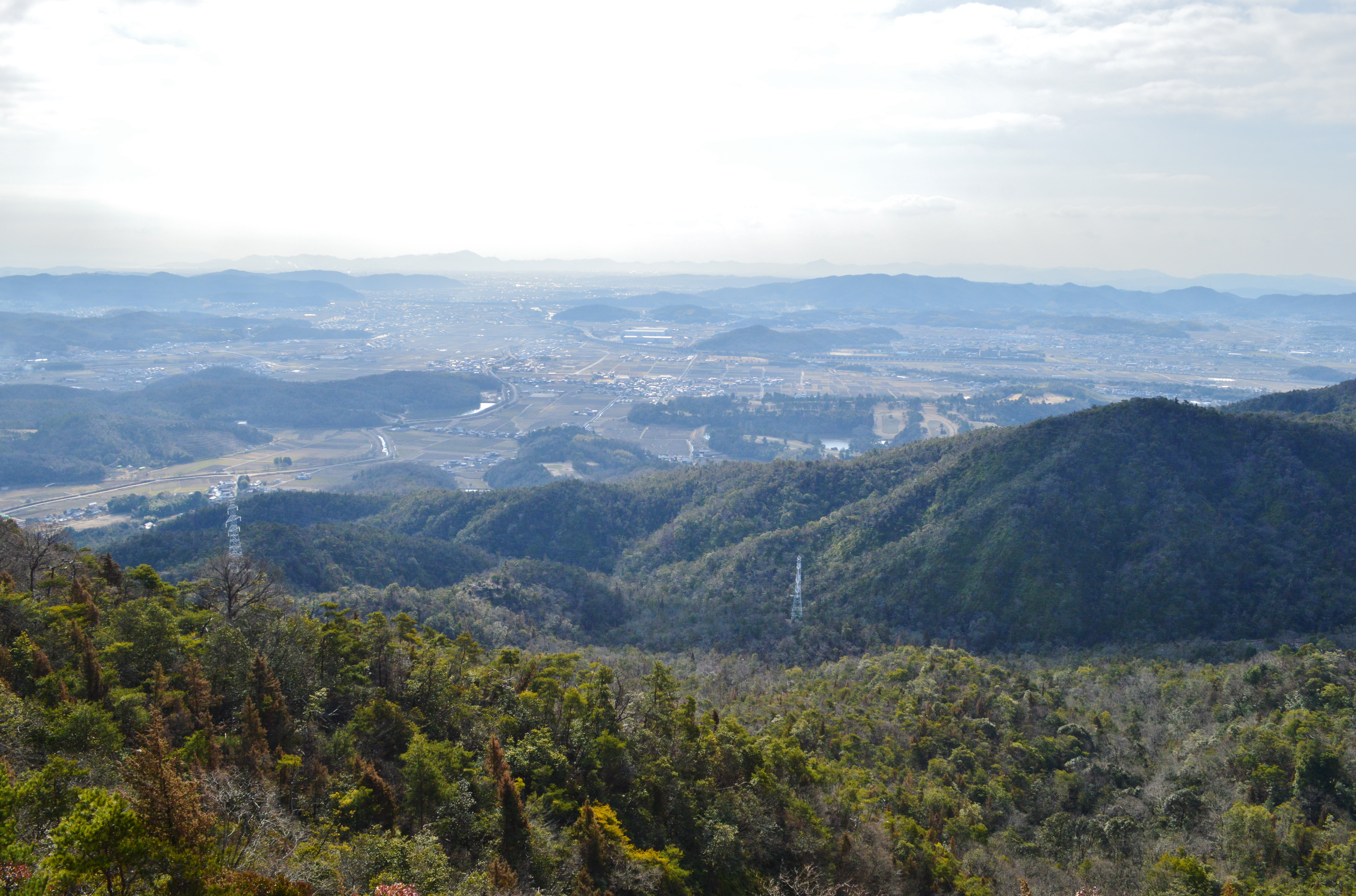
吉備地方の平野（鬼城山から望む）

伝承によると、吉備の人々は都へ出向いて窮状を訴えたが、温羅はヤマト王権が派遣した武将から逃げおおせて倒せなかった。このため崇神天皇（第10代）は孝霊天皇（第7代）の子で四道将軍の1人の五十狭芹彦命を派遣した。
討伐に際し、五十狭芹彦命は現在の吉備津神社の地に本陣を構えた。温羅に対して矢を1本ずつ射たが温羅はその都度石を投げて撃ち落とした。そこで命が2本同時に射たところ、1本は撃ち落とされたが、もう1本は温羅の左眼を射抜いた。すると温羅は雉に化けて逃げたので、五十狭芹彦命は鷹に化けて追った。さらに温羅は鯉に身を変えて逃げたので、五十狭芹彦命は鵜に変化してついに捕らえたところ温羅は降参し「吉備冠者」の名を五十狭芹彦命に献上した。これにより五十狭芹彦命は吉備津彦命と呼ばれるようになった。
討たれた温羅の首はさらされることになったが、討たれてなお首には生気があり、時折目を見開いてはうなり声を上げた。気味悪く思った人々は吉備津彦命に相談し、吉備津彦命は犬飼武命に命じて犬に首を食わせて骨としたが、静まることはなかった。次に吉備津彦命は吉備津宮の釜殿の竈の地中深くに骨を埋めたが、13年間うなり声は止まず、周辺に鳴り響いた。ある日、吉備津彦命の夢の中に温羅が現れ、温羅の妻の阿曽媛に釜殿の神饌を炊かせるよう告げた。このことを人々に伝えて神事を執り行うと、うなり声は鎮まった。その後、温羅は吉凶を占う存在となったという（吉備津神社の鳴釜神事）。この釜殿の精霊のことを「丑寅みさき」と呼ぶ。

## 人物
温羅側
- 温羅（うら）
「吉備冠者」「鬼神」とも。
鬼ノ城を拠点とした鬼。渡来人で空が飛べた、巨体で怪力無双だった、大酒飲みだった等の逸話が伝わる。
出自についても出雲・九州・朝鮮半島南部など、文献によって異なる。
- 阿曽媛（あそひめ）
温羅の妻。阿曽郷（現・総社市阿曽地区）の祝の娘。
- 王丹（おに）
温羅の弟[5]。

吉備津彦命側
- 吉備津彦命（きびつひこのみこと）
記紀に記載あり。「大吉備津日子命」とも。いずれも吉備平定後の名で、本の名を「彦五十狭芹彦命（ひこいさせりびこのみこと、比古伊佐勢理毘古命）」。
第7代孝霊天皇皇子。『日本書紀』では四道将軍に数えられる。『古事記』『日本書紀』とも、吉備へ征伐に派遣されたとする。妃として百田弓矢比売命[6]や高田姫命（たかだひめのみこと）[7]の名が伝わる。
- 稚武彦命（わかたけひこのみこと）
記紀に記載あり。「若日子建吉備津日子命」とも。兄を「大吉備津彦命」、稚武彦命を「吉備津彦命」と記す場合もある。
第7代孝霊天皇皇子で、吉備津彦命の弟。『古事記』では、兄とともに吉備へ派遣されたとする。
- 犬飼健命（いぬかいたけるのみこと）
忠実な家臣といい、桃太郎における犬のモデルとされる[8]。後世、犬養毅がその後裔を称した。
- 楽々森彦命（ささもりひこのみこと）
当地出身の家臣で智将といい、桃太郎における猿のモデルとされる[8]。その出自は県主であったともいい、娘の高田姫命が吉備津彦命に嫁いだともいう[7]。
- 留玉臣命（とめたまおみのみこと）
「遣霊彦命」とも[7]。
鳥飼に優れた家臣といい、桃太郎における雉のモデルとされる[8]。

## 関係地

### 拠点伝承地

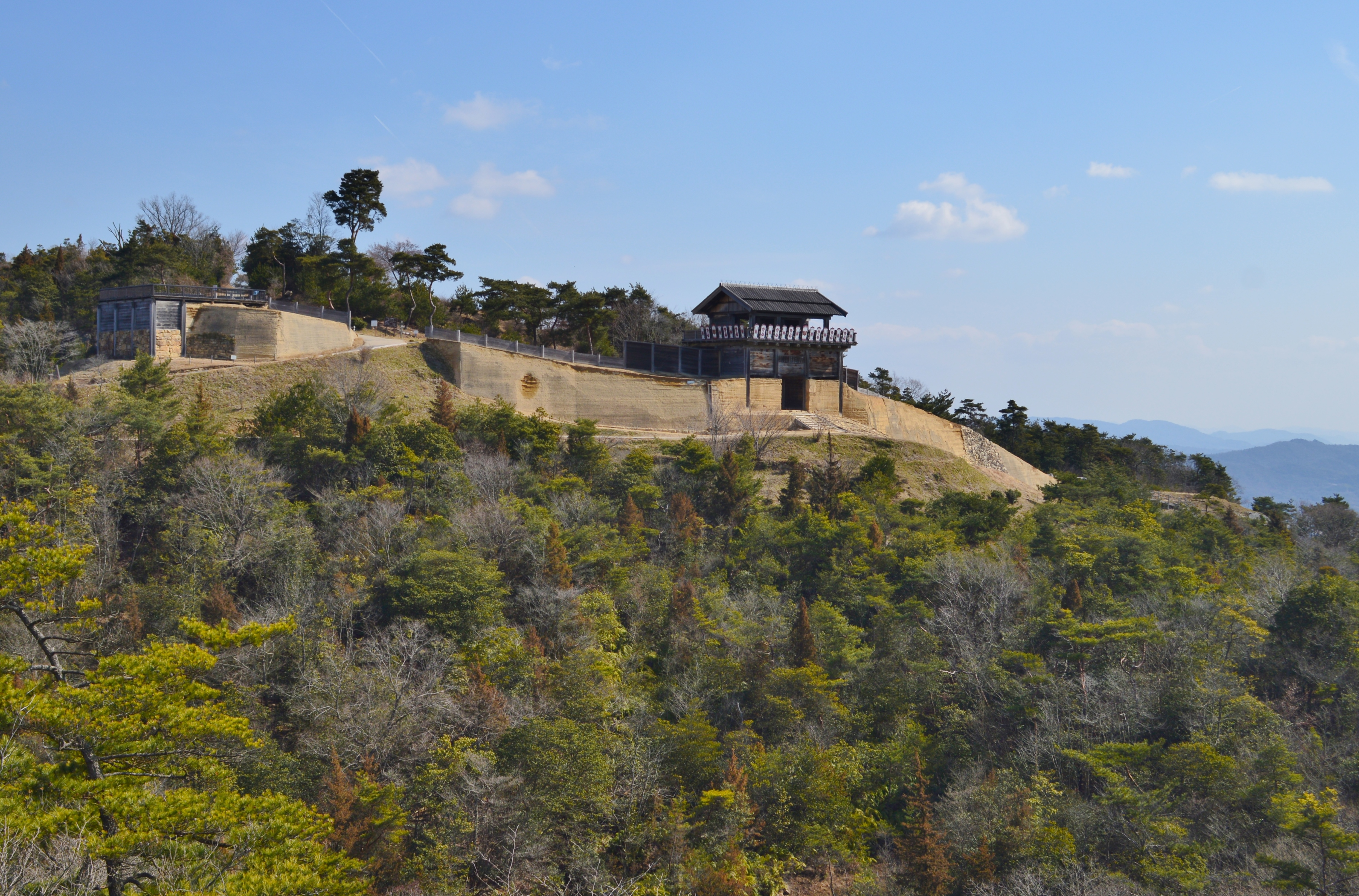
鬼ノ城
温羅本拠地。

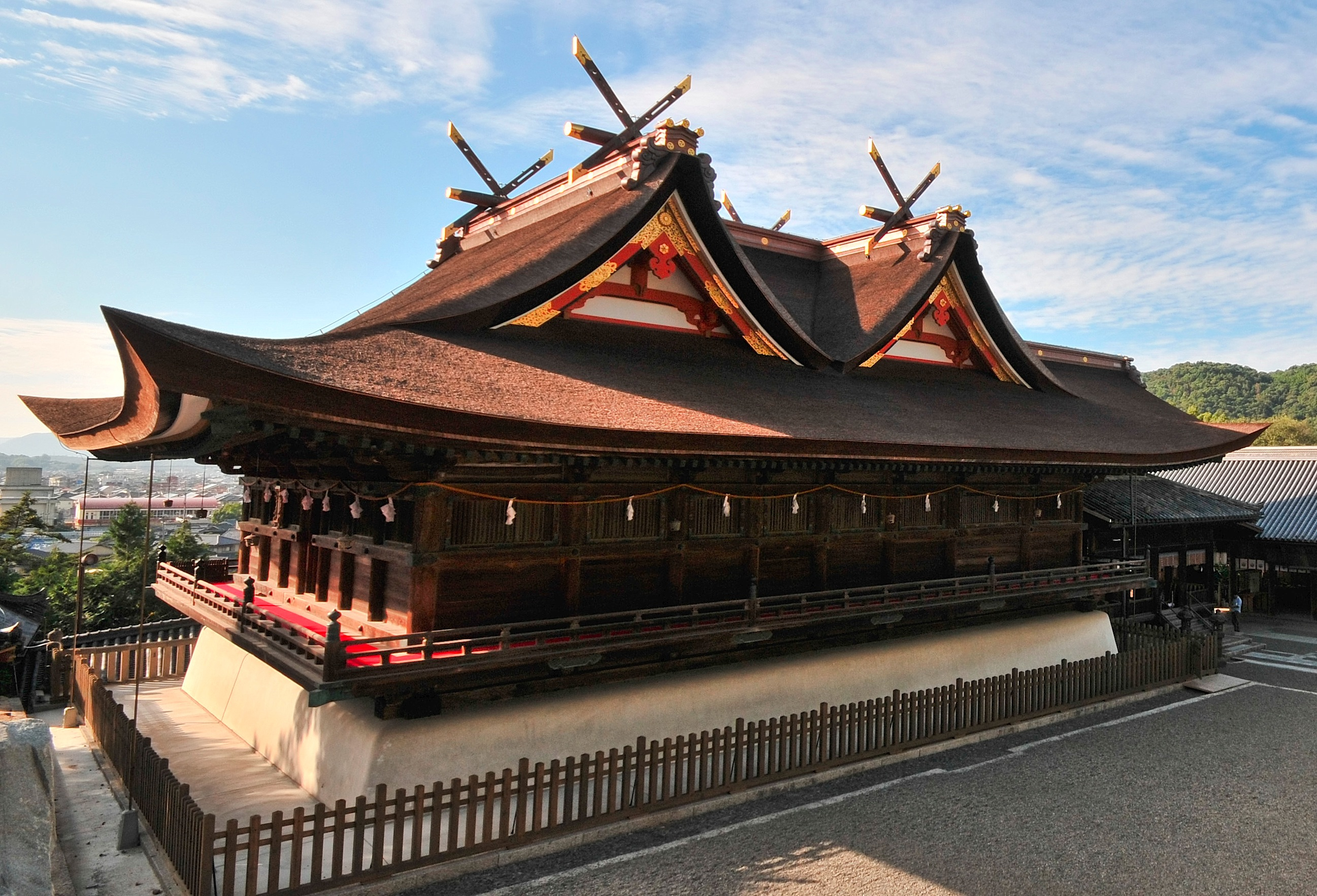
吉備津神社（備中国一宮）
吉備津彦命本拠地。

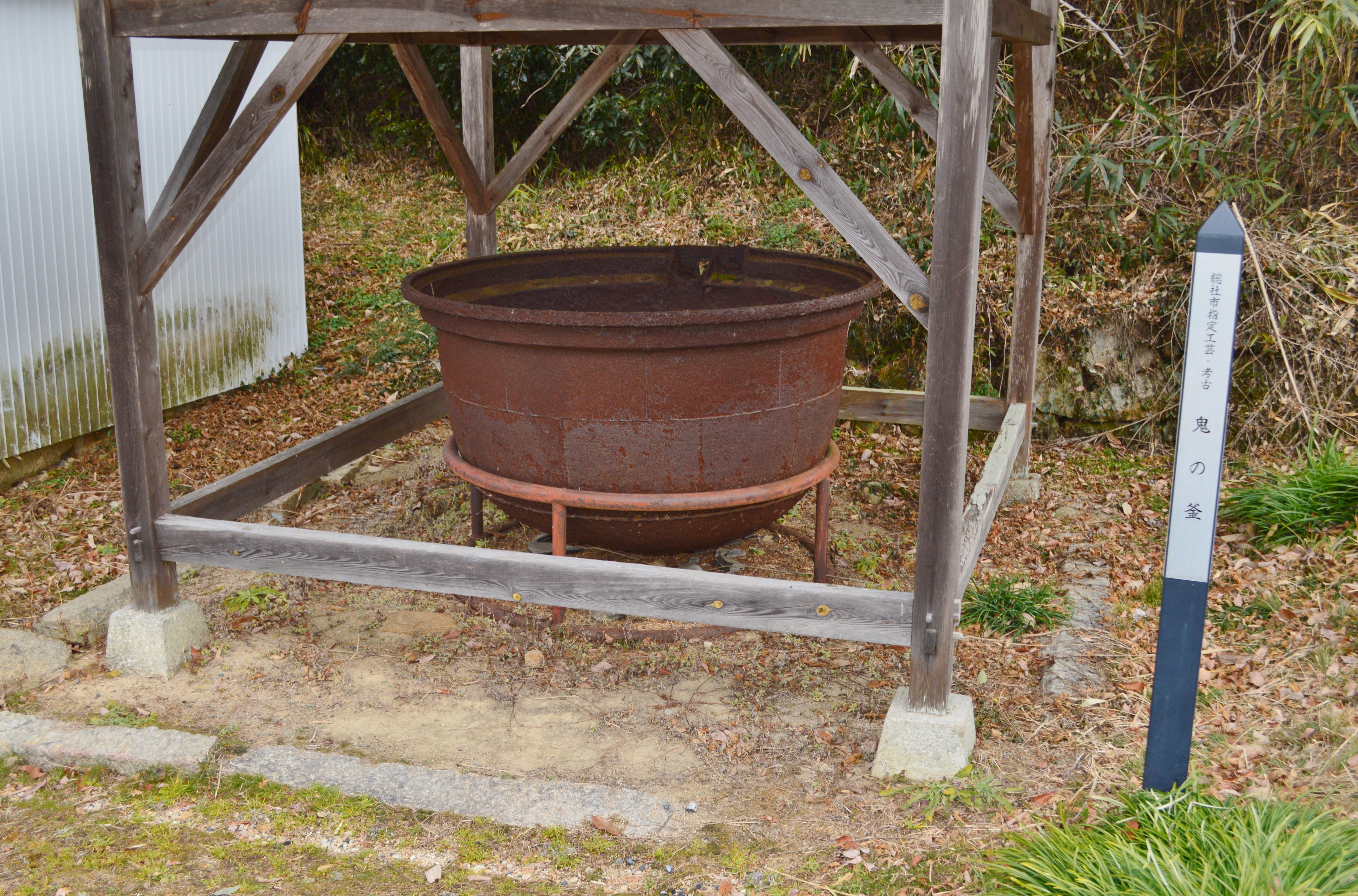
鬼の釜
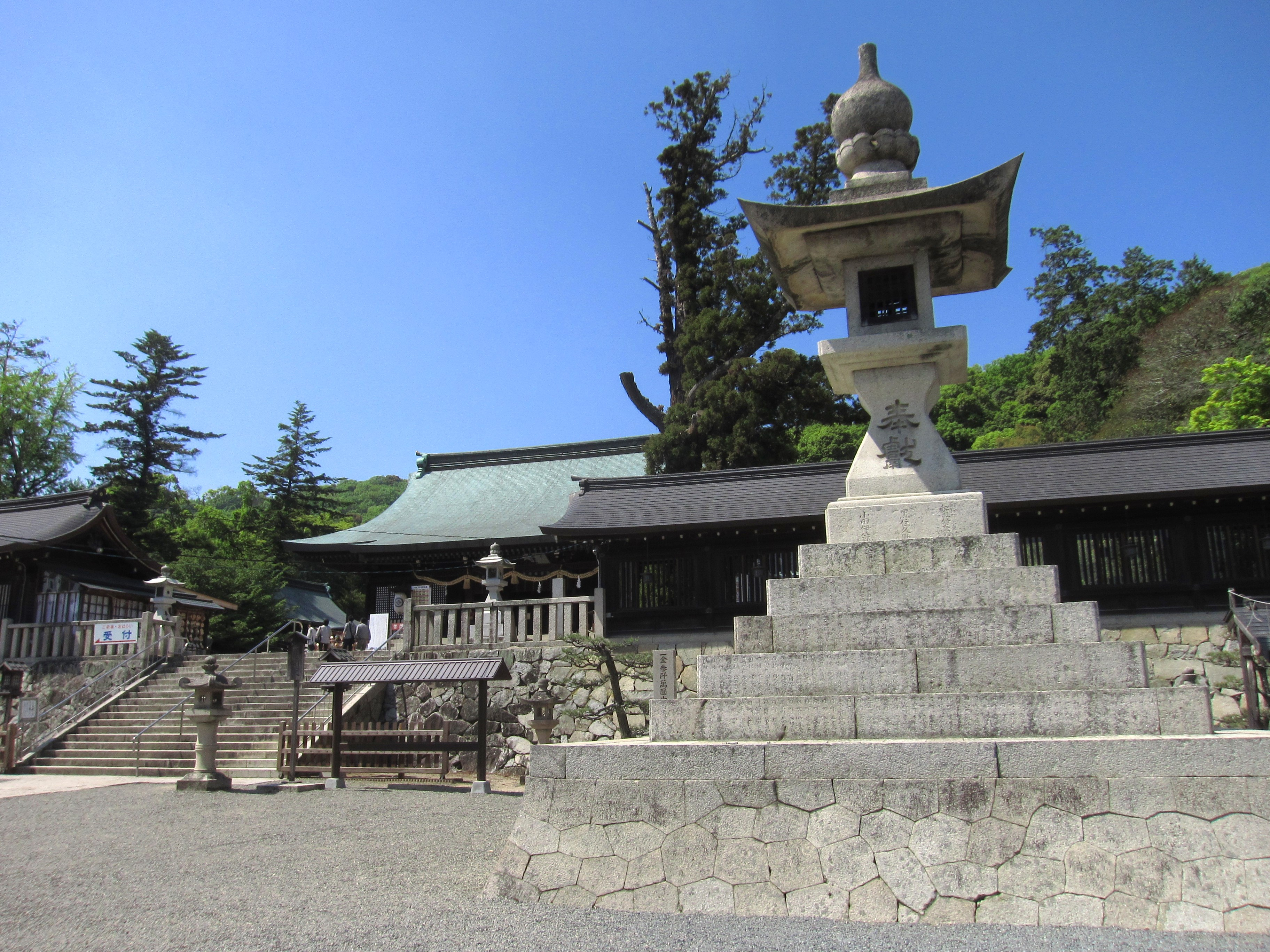
吉備津彦神社（備前国一宮）
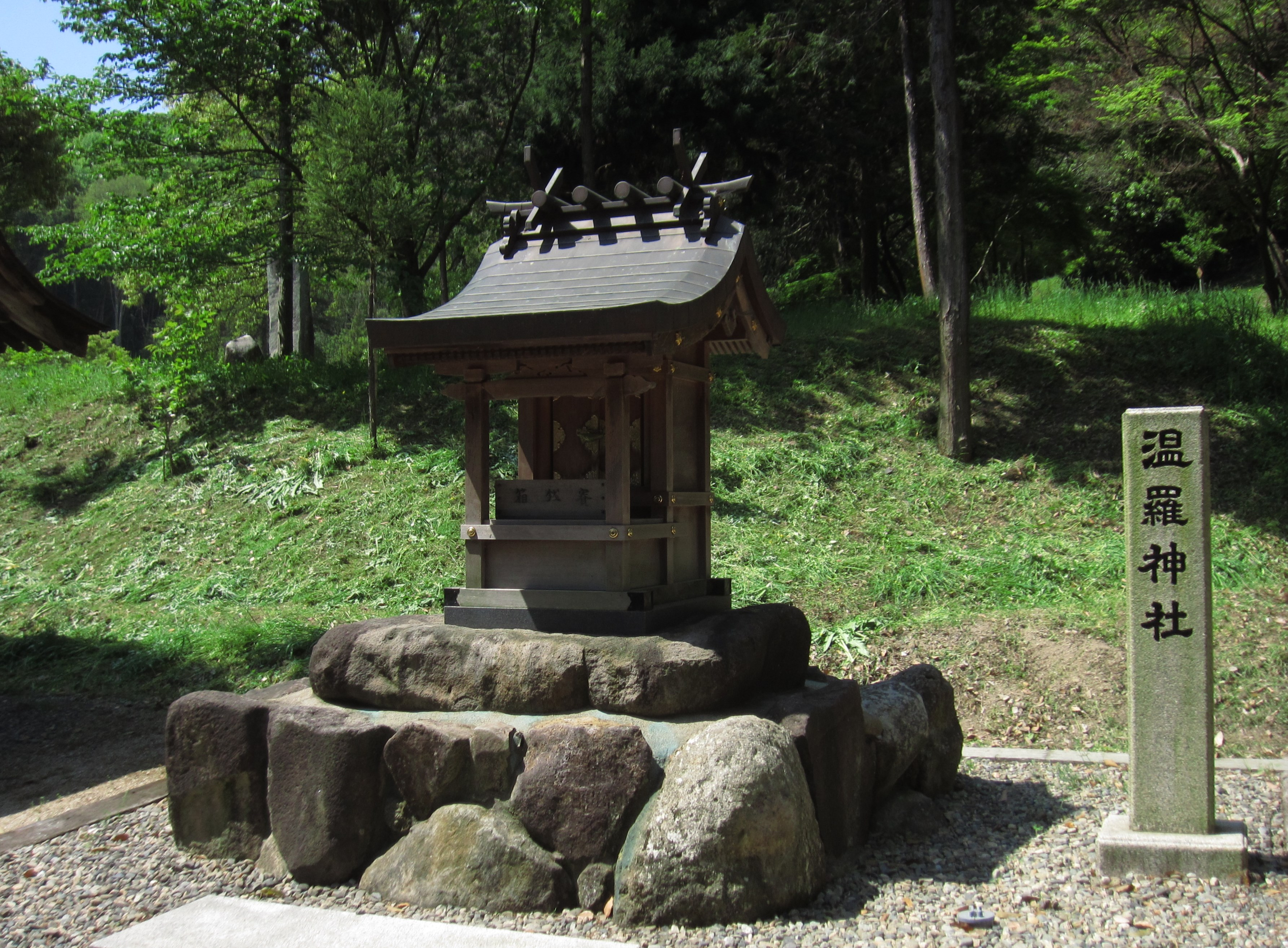
温羅神社（吉備津彦神社末社）

- 鬼ノ城（きのじょう）
総社市奥坂（北緯34度43分35.53秒 東経133度45分46.49秒 / 北緯34.7265361度 東経133.7629139度）。
神籠石式山城で、国の史跡。温羅の本拠地という。
- 鬼の釜（おにのかま）
総社市黒尾（北緯34度43分22.26秒 東経133度45分22.26秒 / 北緯34.7228500度 東経133.7561833度）。
鬼ノ城への登山道脇に所在。総社市指定有形文化財。温羅が生け贄を茹でたという（実際には新山寺の湯釜か[9]）。
- 鬼の岩屋（鬼の差し上げ岩）
総社市奥坂（北緯34度44分16.81秒 東経133度45分23.64秒 / 北緯34.7380028度 東経133.7565667度）。
岩屋寺にある洞窟。温羅が住んだ地という。
- 阿宗神社（あそうじんじゃ）
総社市奥坂（北緯34度42分47.98秒 東経133度46分43.62秒 / 北緯34.7133278度 東経133.7787833度）。
温羅の妻の阿曽媛の関係地という。一帯の阿曽郷からは古代製鉄跡が多数発掘された。また吉備津神社の鳴釜神事に使用する釜は、当地の鋳物師によるものと定められている。
- 吉備津神社
岡山市北区吉備津（北緯34度40分14.63秒 東経133度51分02.29秒 / 北緯34.6707306度 東経133.8506361度）。
式内社（名神大）、備中国一宮。本殿は国宝。吉備津彦命が本陣を置いた地という。また、吉備津彦命が営んだ斎殿跡ともいい[10]、命を主神に祀る。本殿外陣の東北（艮）隅には「艮御崎神」として温羅と王丹（弟）が祀られ、平安時代末の『梁塵秘抄』では「艮みさきは恐ろしや」と詠われている。
- 吉備津彦神社
岡山市北区一宮（北緯34度40分36.0秒 東経133度51分49.3秒 / 北緯34.676667度 東経133.863694度）。
備前国一宮。吉備津彦命を祀る。境内末社に温羅の和魂を祀る温羅神社があるほか、本殿周囲四隅に楽々森彦命・楽々与理彦命・夜目山主命・夜目麿命を祀る。

- 鬼の釜
- 吉備津彦神社（備前国一宮）
- 温羅神社（吉備津彦神社末社）

### 戦い伝承地

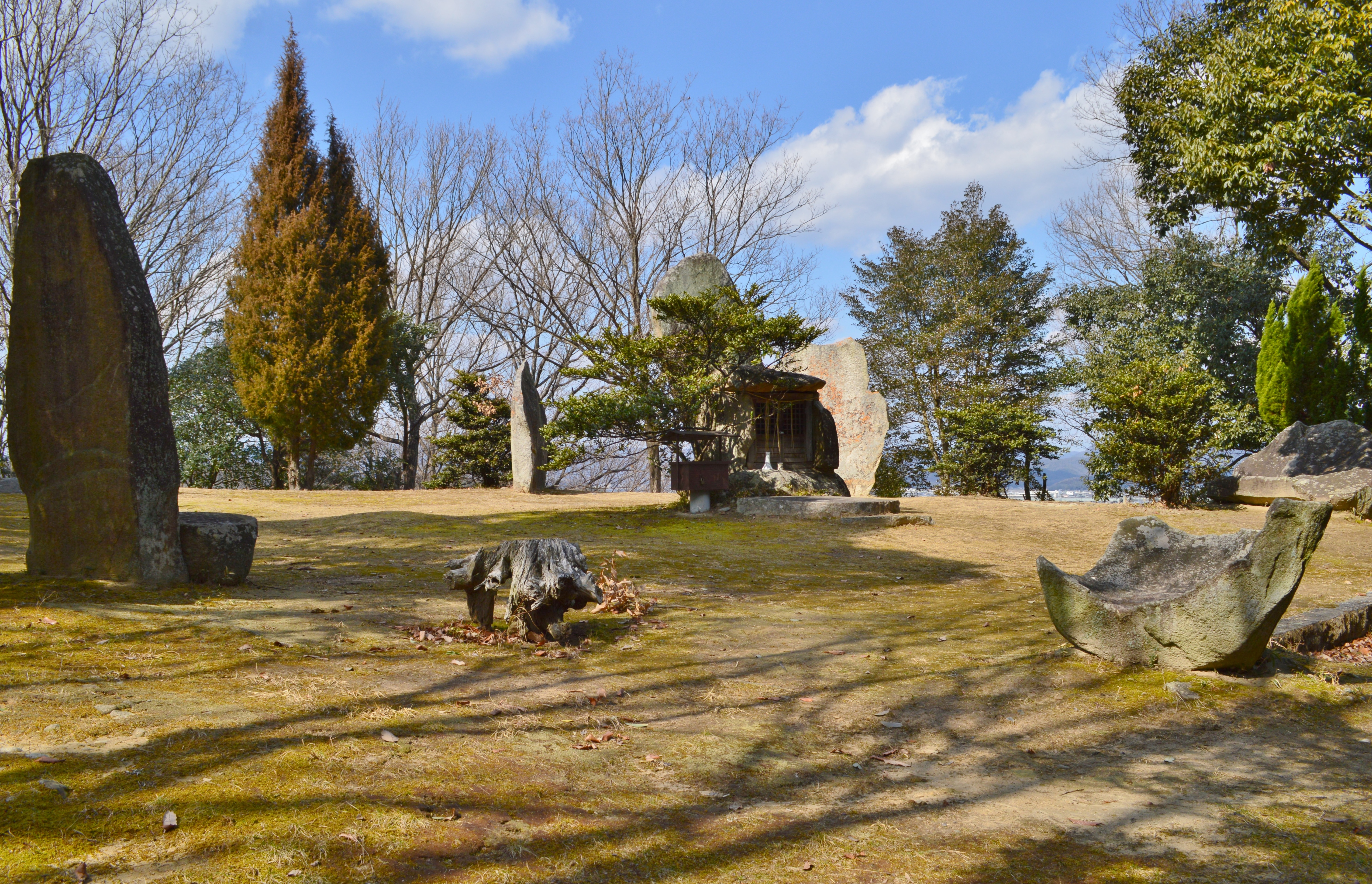
楯築墳丘墓
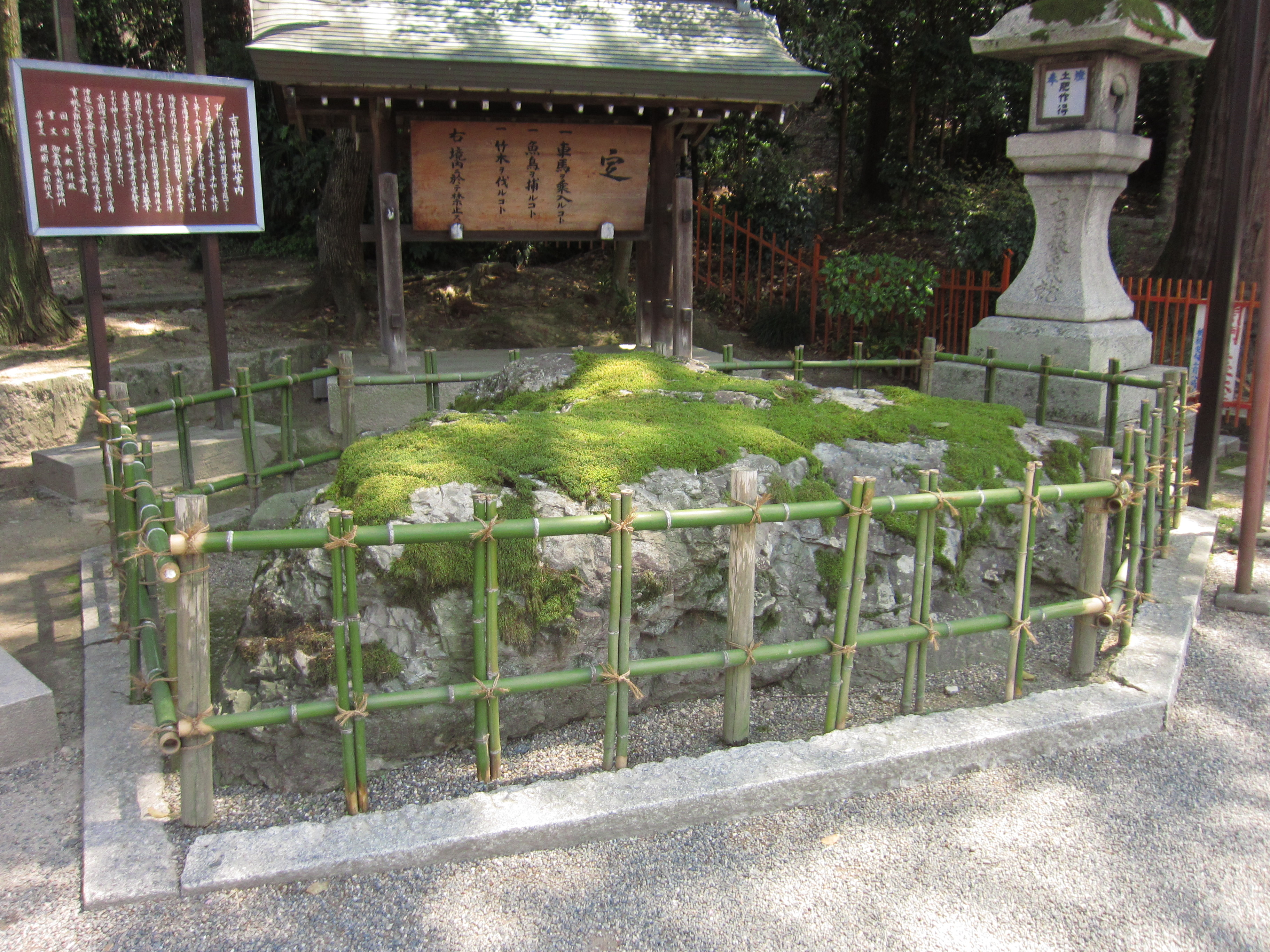
矢置岩
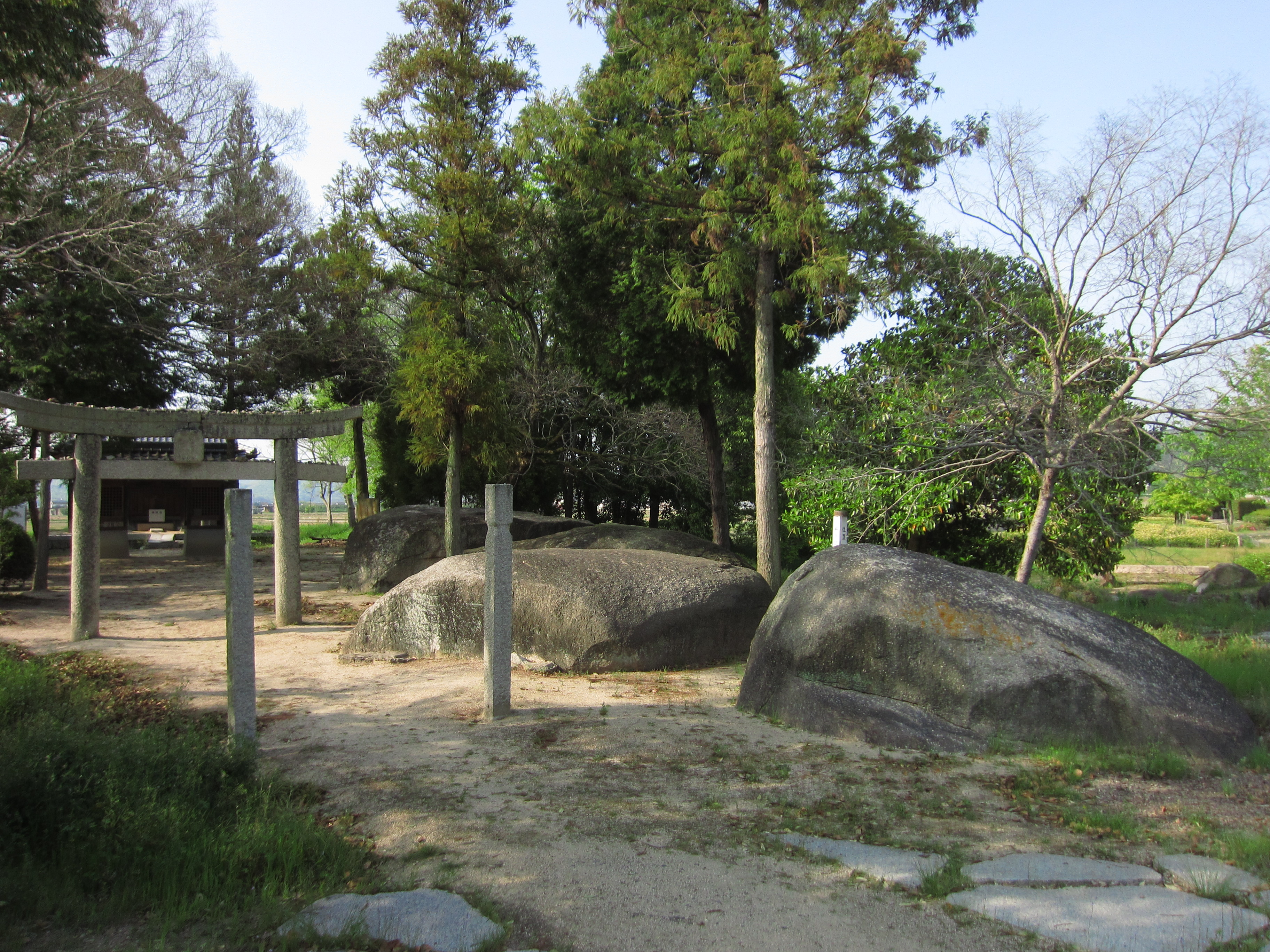
矢喰宮
倉敷市矢部（北緯34度39分47秒 東経133度49分31.75秒 / 北緯34.66306度 東経133.8254861度）。
弥生時代の墳丘墓。吉備津彦命が石楯を築き防戦準備をしたといい、頂上の5つの平らな岩が石の楯という。
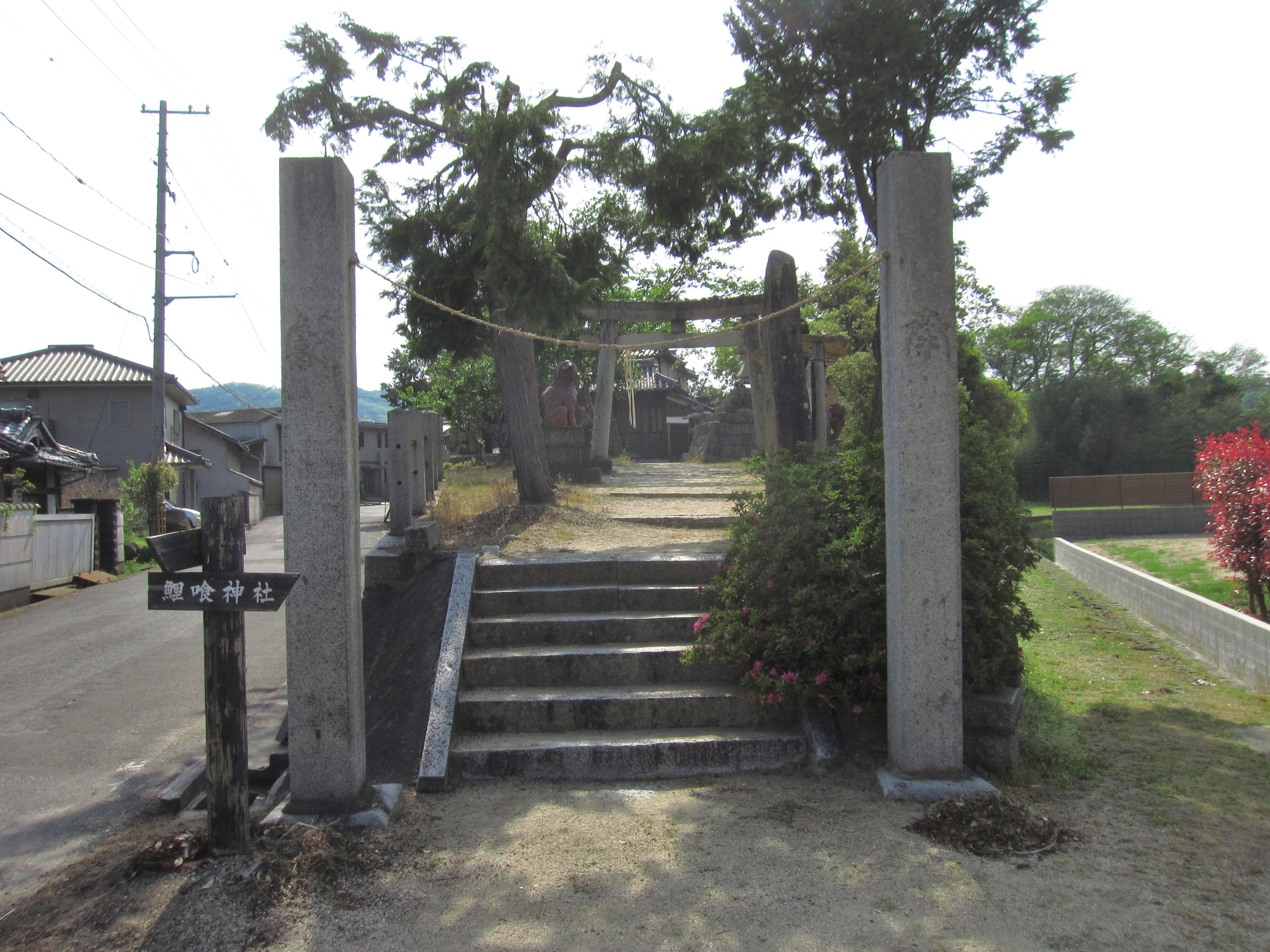
矢置岩
岡山市北区吉備津の吉備津神社境内（北緯34度40分17.28秒 東経133度51分3.38秒 / 北緯34.6714667度 東経133.8509389度）。
吉備津彦命が矢を置いたという。古くは磐座であったと推察されている[11]。1月3日には伝承に関連した「矢立の神事」が行われる。
- 矢喰宮（やぐいのみや）
岡山市北区高塚（北緯34度41分31.24秒 東経133度48分5.96秒 / 北緯34.6920111度 東経133.8016556度）。
温羅が投げた石が吉備津彦命の放った矢と当たって落ちた地という。境内には多くの巨岩がある。
- 血吸川（ちすいがわ）
鬼ノ城から南へ矢喰宮そばを流れる川（北緯34度41分34.62秒 東経133度47分58.34秒 / 北緯34.6929500度 東経133.7995389度）。
吉備津彦命が2本同時に放った矢の1本が温羅の左目に当たり、血が吹き出して川となったという。
- 赤浜（あかはま）
総社市赤浜（北緯34度41分6.67秒 東経133度48分5.18秒 / 北緯34.6851861度 東経133.8014389度）。
集落名。温羅の血により真っ赤に染まったことに由来するという。
- 鯉喰神社（こいくいじんじゃ）
倉敷市矢部（北緯34度40分2.55秒 東経133度49分11.94秒 / 北緯34.6673750度 東経133.8199833度）。
鯉に化けて逃げた温羅を、鵜に化けた吉備津彦命が捕まえた地という。

- 楯築墳丘墓
- 矢置岩
- 矢喰宮
- 鯉喰神社

### 終焉伝承地

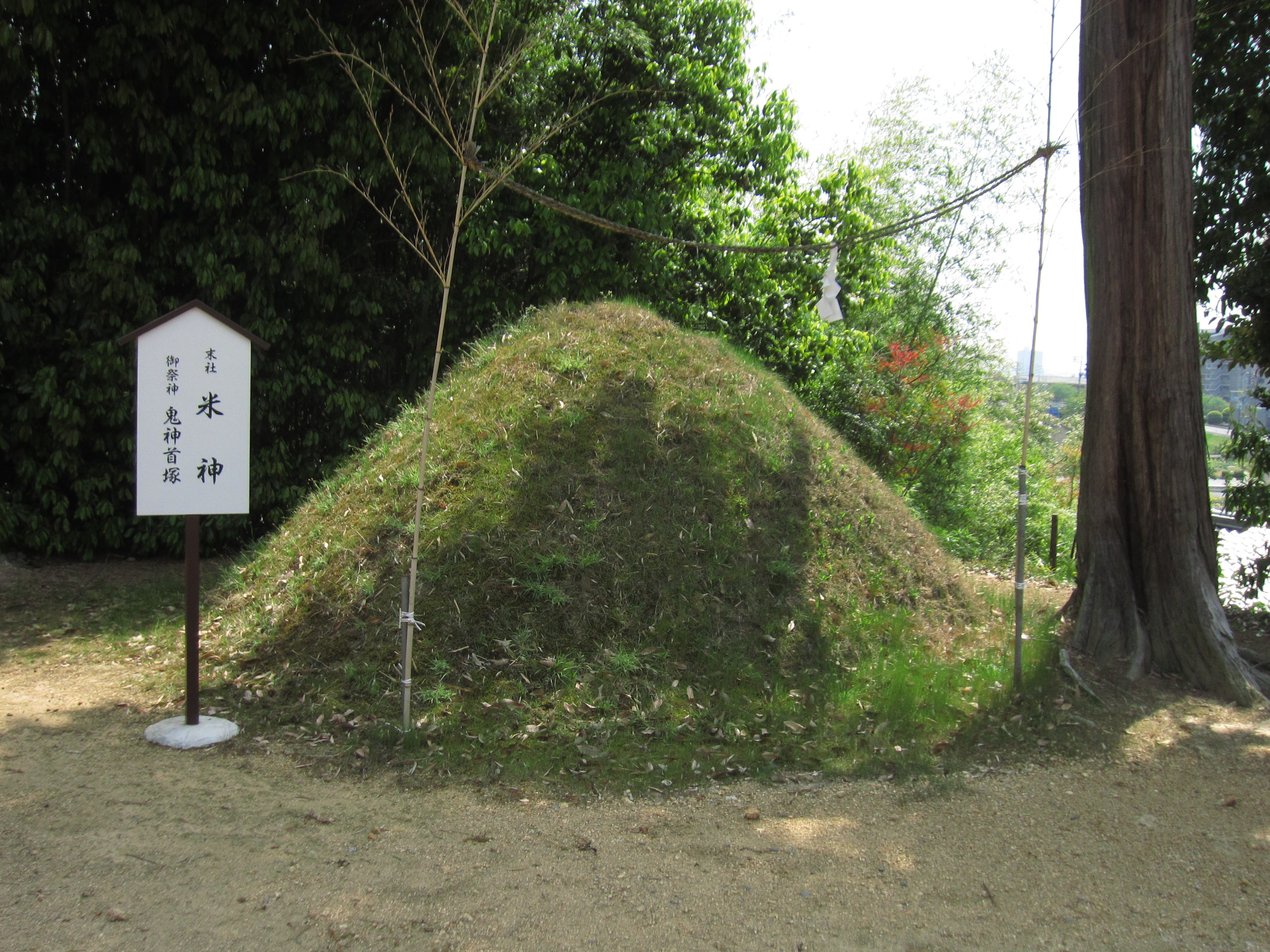
白山神社
岡山市北区首部（北緯34度41分9.43秒 東経133度53分46.97秒 / 北緯34.6859528度 東経133.8963806度）。
温羅が首をはねられた地という。また首が串に刺されてさらされ、「首村（こうべむら、現・首部）」の地名由来になったともいう。境内には温羅を祀る鬼神首塚が残る。
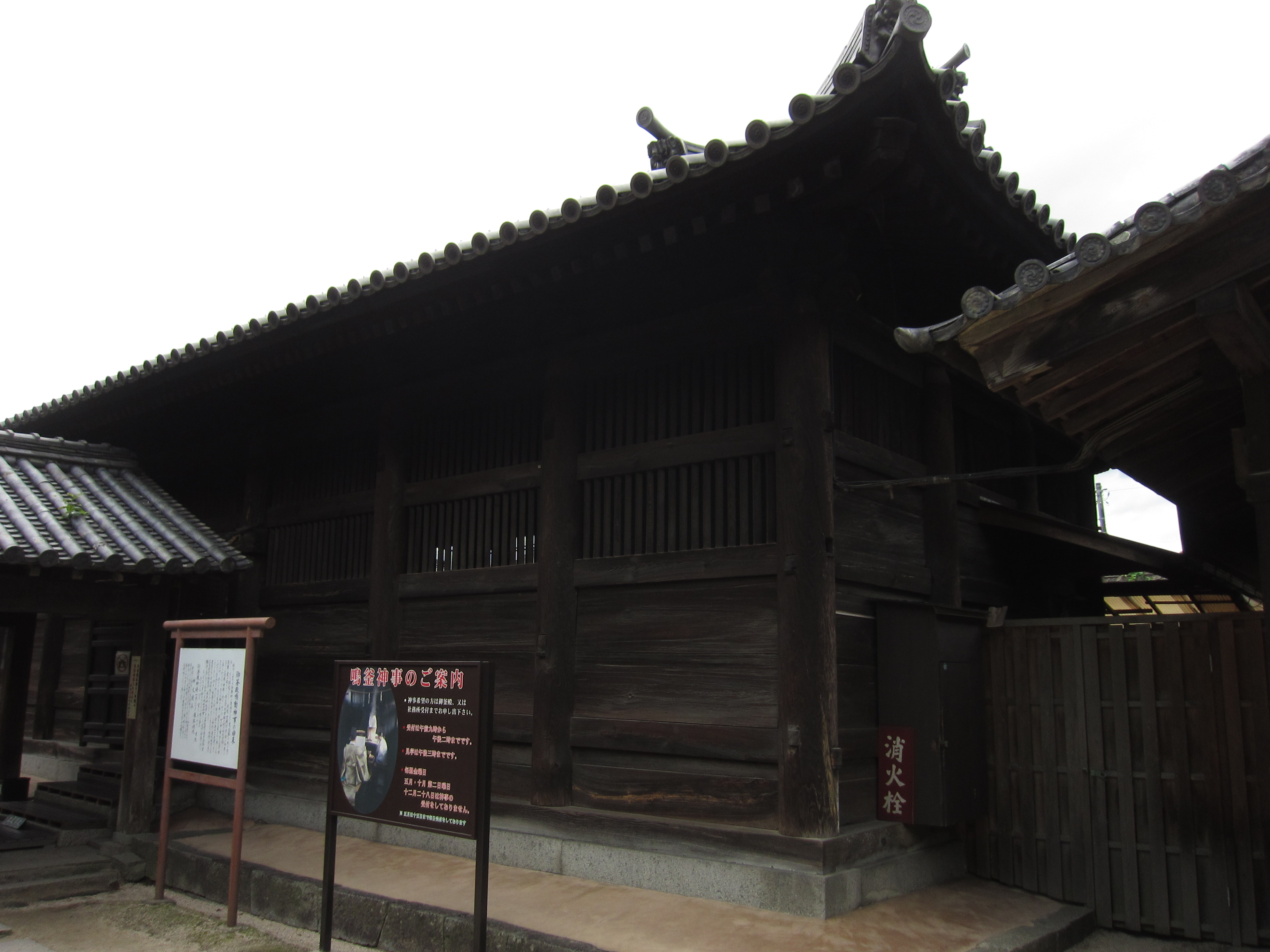
吉備津神社御釜殿（おかまでん）
岡山市北区吉備津の吉備津神社境内（北緯34度40分10.85秒 東経133度50分58.67秒 / 北緯34.6696806度 東経133.8496306度）。
境内の一角にあり、建物は国の重要文化財。温羅の首がうなり続けるため首村から移し、御釜殿の土中に埋められたという。温羅にまつわる鳴釜神事は上田秋成の『雨月物語』で知られる。
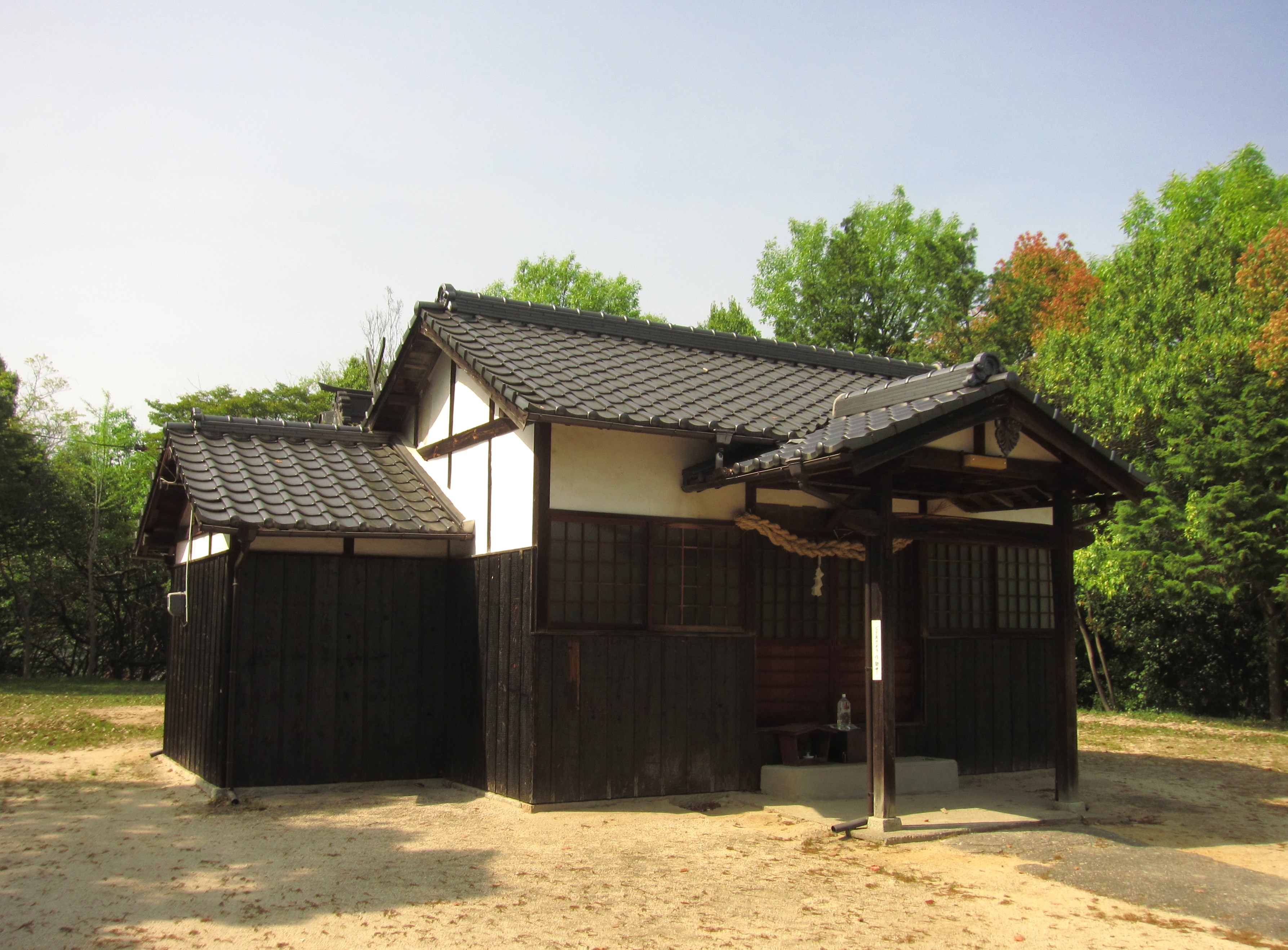
艮御崎神社（うしとらおんざきじんじゃ）
岡山市北区辛川市場（北緯34度40分56.03秒 東経133度51分58.35秒 / 北緯34.6822306度 東経133.8662083度）。
「小丸山」という丘上にある。温羅の胴体を祀るという。
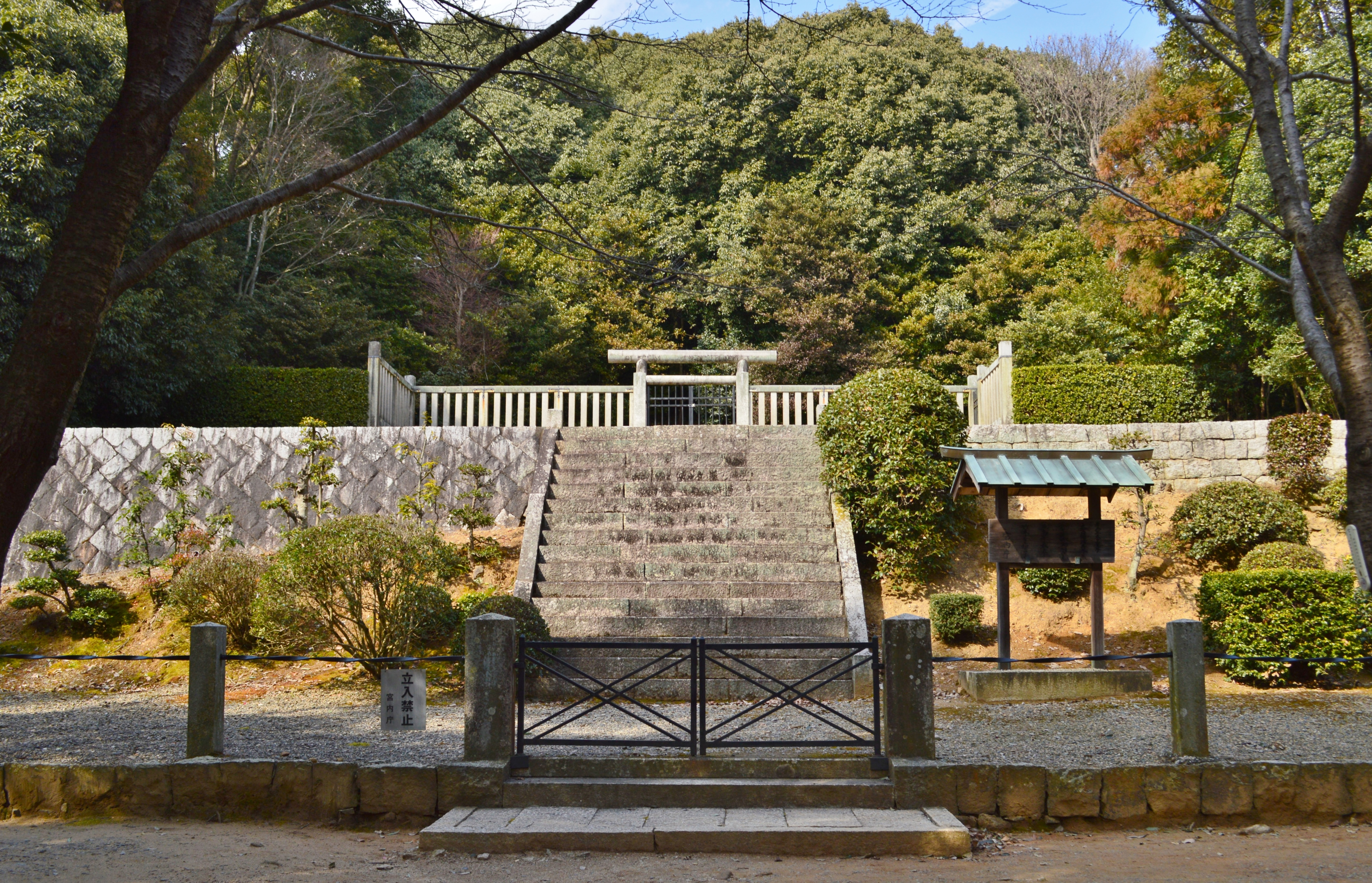
青陵神社（あおはかじんじゃ）
岡山市北区谷万成（北緯34度40分39.62秒 東経133度53分49.11秒 / 北緯34.6776722度 東経133.8969750度）。
吉備津彦命・温羅の戦いで討たれた2人の鬼の首を祀るという。
- 中山茶臼山古墳
岡山市北区吉備津（北緯34度39分58.19秒 東経133度51分17.36秒 / 北緯34.6661639度 東経133.8548222度）。
宮内庁治定「大吉備津彦命墓」。吉備の中山山頂にある。

- 白山神社境内首塚
- 吉備津神社御釜殿
- 艮御崎神社
- 大吉備津彦命墓

### その他
- 皷神社（つづみじんじゃ）
岡山市北区上高田。
式内社。吉備津彦命の后という高田姫命を祀る[7]。また、高田姫命の出生地は当地で、その父は県主として当地を治めた楽々森彦命であるという[7]。

## 関係文書
- 『梁塵秘抄』
平安時代末の歌謡集。吉備津神社について次の歌を伝える[12]。*: | 「 | 一品（いっぽん）聖霊（しょうりょう）吉備津宮、新宮、本宮、内の宮、隼人崎、北や南の神客人、丑寅みさきは恐ろしや | 」 |

「丑寅みさき」は温羅伝説によれば吉備津神社釜殿の精霊。
- 『多聞院日記』
永禄11年（1568年）5月16日の記事で、鳴釜の存在を伝える[15]。
- 『備中吉備津宮勧進帳』
安土桃山時代、天正11年（1583年）[2]。「鬼神」として伝承を掲載[2]。温羅伝説の初見[16]。
- 『鬼城縁起（鬼ノ城縁起）』
平安時代中期の延長年間（923年931年）の書写か[2]。「鬼神」として伝承を掲載[2]。
- 『備前吉備津彦神社縁起写』
江戸時代前期、延宝年間（1673年-1681年）[2]。「吉備冠者」として伝承を掲載[2]。
- 『備中国大吉備津宮略記』
江戸時代中期、賀陽為徳著[2]。「百済の王温羅」として伝承を伝える[2]。
- 『雨月物語』
江戸時代中期、上田秋成著。「吉備津の釜」に鳴釜神事の様子を伝える。

## 考証
伝承では、温羅は討伐される側の人物として記述される。一方で、製鉄技術をもたらして吉備を繁栄させた渡来人であるとする見方、鉄文化を象徴する人物とする見方もある。吉備は「真金（まかね）吹く吉備」という言葉にも見えるように古くから鉄の産地として知られており、阿曽媛の出身地の阿曽郷（鬼ノ城東麓）には製鉄遺跡も見つかっている。また、鬼ノ城から流れる血吸川の赤さは、鉄分によるものともいわれる。
また、吉備津神社の本来の祭神を温羅であると見る説もある。この中で、ヤマト王権に吉備が服属する以前の同社には吉備の祖神、すなわち温羅が祀られていたとし、服属により祭神が入れ替わったと推察されている。